# Czernin (Dygowo)
Czernin [ˈt͡ʂɛrnin] (deutsch Zernin) ist ein Dorf in der Woiwodschaft Westpommern in Polen. Es gehört zur Gmina Dygowo (Landgemeinde Degow) im Powiat Kołobrzeski (Kolberger Kreis).

## Geographische Lage
Das Dorf liegt in Hinterpommern, etwa 110 Kilometer nordöstlich von Stettin und etwa 8 Kilometer südöstlich von Kołobrzeg (Kolberg). Nördlich des Dorfes verläuft von Nordwest nach Südost die Woiwodschaftsstraße 163, die in ihrem Verlauf der ehemaligen deutschen Reichsstraße 124 entspricht. Wiederum nördlich davon verläuft parallel die Bahnstrecke Szczecinek–Kołobrzeg, an der hier aber kein Bahnhof besteht.
Die nächsten Nachbarorte sind im Nordwesten Stramnica (Alt Tramm), im Nordosten Stramniczka (Neu Tramm), im Osten Dygowo (Degow) und im Süden Dębogard (Damgardt). 
Der Wohnplatz Kolonia Czernin (Neu Zernin) liegt westlich des Dorfes, die Wüstung des ehemaligen Wohnplatzes Ströpsack liegt nördlich des Dorfes. 

## Geschichte

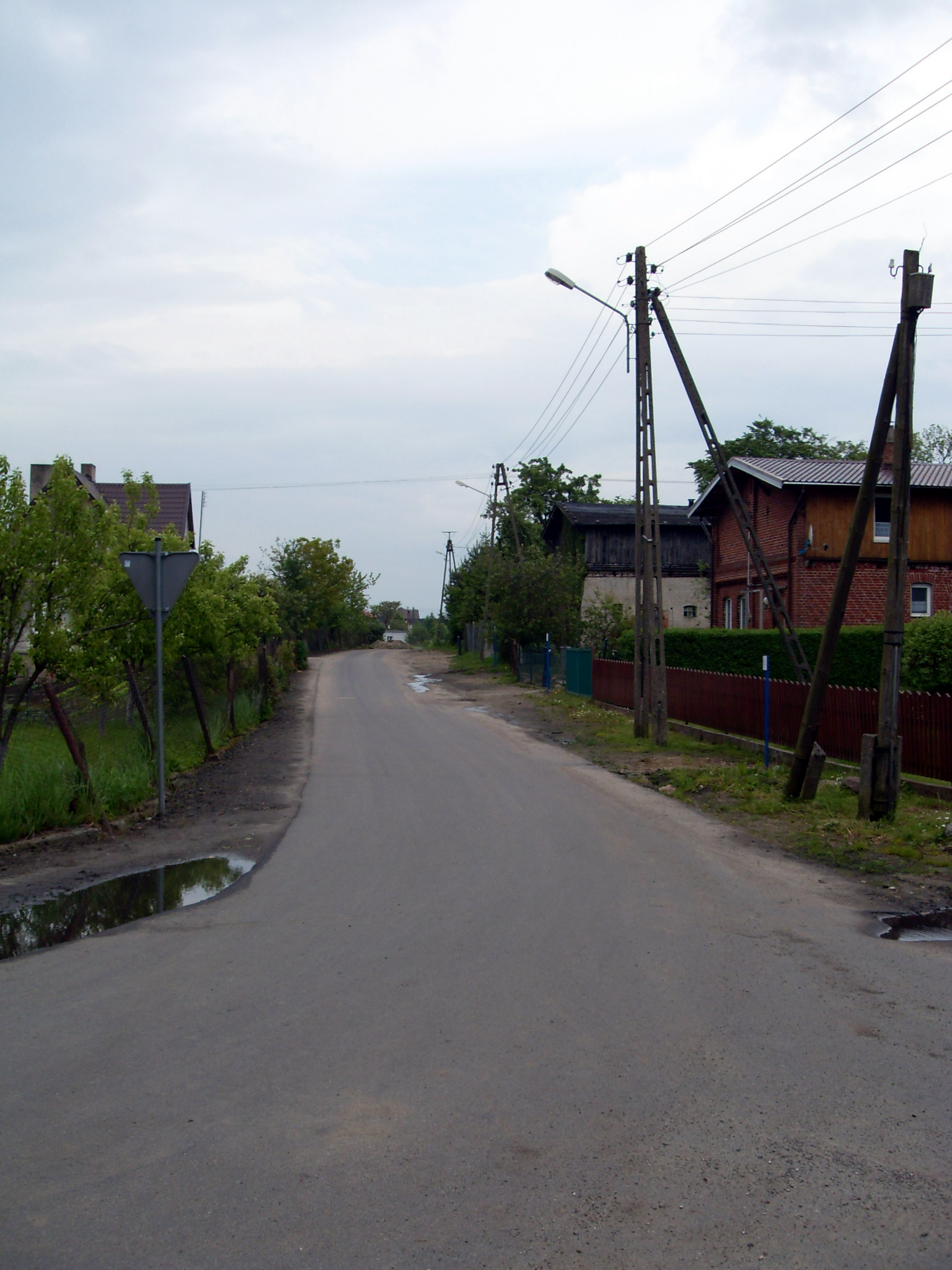
Dorfstraße in Zernin (Aufnahme von 2010)

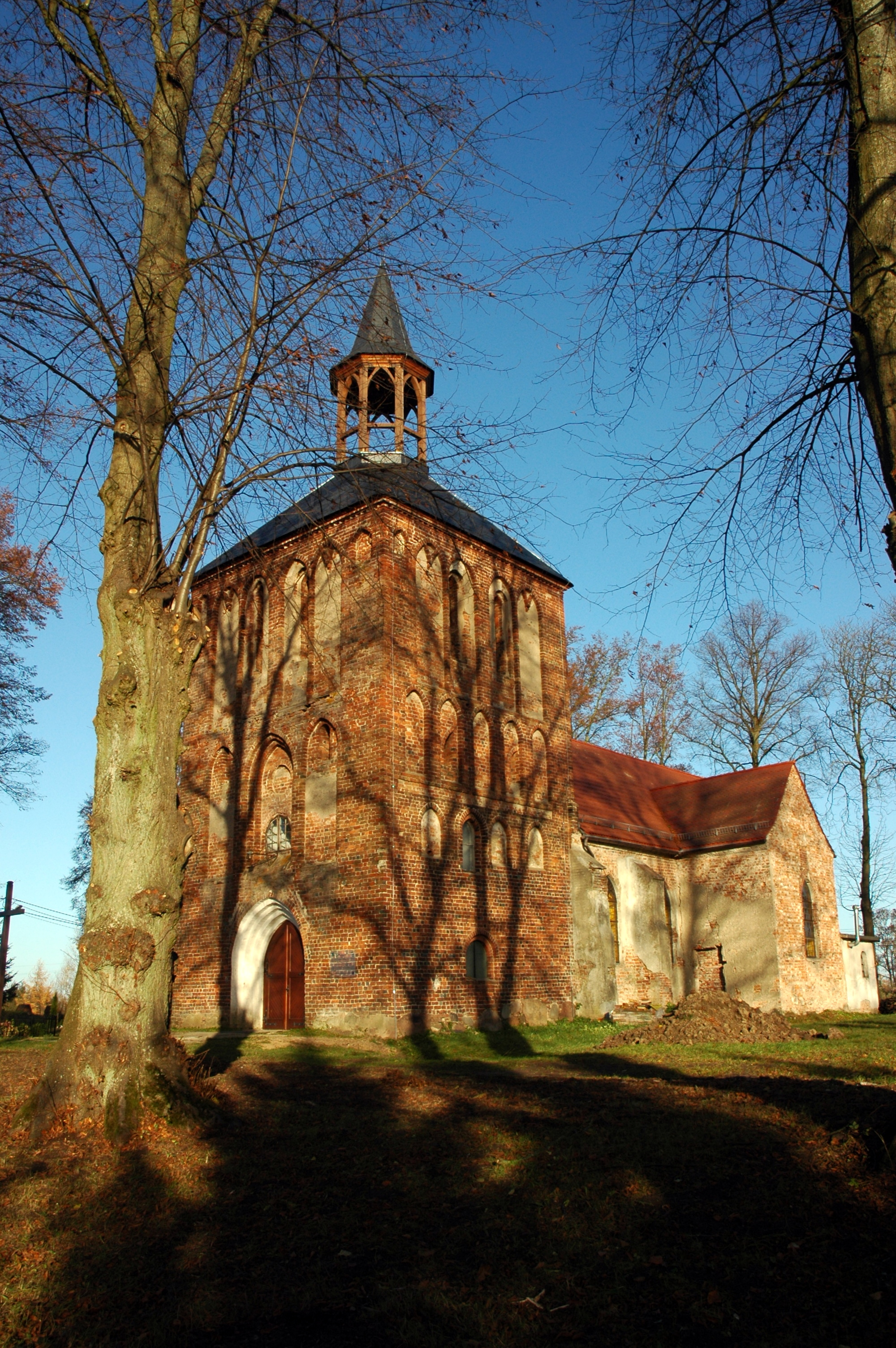
Dorfkirche (Aufnahme von 2015)

Das Dorf wurde im Mittelalter im Herzogtum Pommern in der Form eines Straßendorfes angelegt. Der älteste bebaute Teil liegt östlich der Kirche entlang einer Straße im nördlichen Bereich des Dorfes. 
Die erste urkundliche Erwähnung des Dorfes stammt aus dem Jahre 1281. Damals legte der Camminer Bischof Hermann von Gleichen das Kirchspiel und die Einkünfte der hier neugegründeten Kirche fest. Zur Kirche in Zernin wurden die umliegenden Dörfer Damgardt, Pustar, (Alt) Tramm und Coykow eingepfarrt. 
Ein Teil von Zernin wurde im Jahre 1319 durch Bischof Konrad IV. an das Kolberger Domkapitel verkauft. 
Den anderen Teil von Zernin erwarb um 1320 der Kolberger Domherr Ludwig de Wida durch Tausch gegen das Dorf Peterfitz von einem Wulff Schmeling, was der Camminer Bischof und der Kolberger Rat im Jahre 1330 bestätigten. In seinem Testament von 1331 vermachte Ludwig de Wida diesen Anteil von Zernin dem Kolberger Domkapitel. Durch das gleiche Testament erwarb das Kolberger Domkapitel auch die Dörfer Bartin und Damgardt; Bartin, Damgardt und Zernin blieben dann im Besitz des Kolberger Domkapitels bis zu dessen Auflösung im Jahre 1811 und wurden als die „Testamentsdörfer“ bezeichnet. 
Im Jahre 1520 schlichtete das Kolberger Domkapitel einen Streit zwischen den drei Testamentsdörfern um Nutzungsrechte in der Meitlow, einem Gebiet östlich von Zernin. Die diesbezügliche Urkunde ist wegen der zahlreichen dort überlieferten Flurnamen interessant. 
Durch den Dreißigjährigen Krieg kam es zu Änderungen im Kirchspiel Zernin: Das Dorf Coykow, das im Kolberger Stadtwald lag, wurde zerstört und wurde nicht wieder aufgebaut. Dafür wurde nun das Dorf Bogenthin nach Zernin eingepfarrt. Bogenthin war zuvor zur St. Gertrudskirche in Kolberg eingepfarrt gewesen, doch der Weg dorthin war zu beschwerlich geworden, weil im Jahre 1630 eine Brücke über die Persante zerstört worden war.
Während des Siebenjährigen Krieges wurde Zernin im Rahmen der Belagerungen der Festung Kolberg schwer beeinträchtigt: Von August 1761 bis Januar 1762 mussten die Dorfbewohner nach Treptow fliehen. In dieser Zeit wurde das Dorf verwüstet. Im Jahre 1762 starben binnen 8 Monaten 321 Menschen im Kirchspiel Zernin durch Hunger und Seuchen. 
In Ludwig Wilhelm Brüggemanns Ausführlicher Beschreibung des gegenwärtigen Zustandes des Königlich Preußischen Herzogtums Vor- und Hinterpommern (1784) ist Zernin unter den Dörfern des Domkapitels Kolberg aufgeführt. Es gab hier einen Prediger, einen Freischulzen, 15 Bauern, zwei Halbbauern, neun Kossäten und ein Predigerwitwenhaus, insgesamt 30 Haushalte („Feuerstellen“). Zum Dorf gehörte auch der „nicht weit von dem Dorfe gelegene Krug, Ströpsack genannt“.
Mit der Aufhebung des Kolberger Domkapitels im Jahre 1811 wurde Zernin dem Amt Kolberg zugewiesen.
Im 19. Jahrhundert wurde die Separation der Feldmark des Dorfes durchgeführt. In der Folge wurden zahlreiche neue Hofstellen eingerichtet, teils im Dorf selbst, teils außerhalb in der Feldmark des Dorfes. 
Im Norden waren um 1850 die Zerninschen Katen entstanden, später als Neu Zernin bezeichnet, sowie eine weitere Gruppe von Hofstellen, die den Namen Häge führte. Diese wurden nach 1871 mit einigen auf der Gemarkung des Dorfes Tramm entstandenen Ausbauten zu einer eigenständigen Gemeinde zusammengefasst, die den Namen Neu Tramm erhielt. Das Gemeindegebiet von Zernin verringerte sich dadurch um 89 Hektar; um 1928 wurden weitere 43 Hektar von Zernin nach Neu Tramm umgegliedert. 
Eine andere Gruppe von Ausbauten, die etwa 2 Kilometer westlich vom Dorf Zernin entstand, wurde schließlich als Neu Zernin  bezeichnet. 
Bis 1945 bildete Zernin eine Gemeinde im Landkreis Kolberg-Körlin der Provinz Pommern. Zur Gemeinde gehörten außer dem Dorf Zernin selbst die beiden Wohnplätze Neu Zernin und Ströpsack.
Gegen Ende des Zweiten Weltkriegs wurde Zernin am 4. März 1945 durch die Rote Armee besetzt. Die Dorfbevölkerung wurde um die Jahreswende 1945/1946 vertrieben. Das Dorf kam, wie alle Gebiete östlich der Oder-Neiße-Grenze, an Polen; der polnische Ortsname wurde als Czernin festgesetzt.

## Entwicklung der Einwohnerzahlen
- 1816: 324 Einwohner[4]
- 1855: 722 Einwohner[4]
- 1871: 758 Einwohner[4]
- 1885: 665 Einwohner[4]
- 1905: 603 Einwohner[4]
- 1919: 558 Einwohner[4]
- 1933: 603 Einwohner[4]
- 1939: 577 Einwohner[4]

## Sehenswürdigkeiten
- Dorfkirche, gotischer Ziegelbau mit viereckigem Westturm